# Acroricnus
Acroricnus is een geslacht van insecten uit de orde vliesvleugeligen (Hymenoptera) en de familie Ichneumonidae.

## Soorten
- A. ambulator (Smith, 1874)
- A. cubensis (Cresson, 1865)
- A. elegans (Mocsary, 1883)
- A. japonicus Momoi, 1970
- A. nigriscutellatus Uchida, 1930
- A. peronatus (Cameron, 1902)
- A. seductor (Scopoli, 1786)
- A. stylator (Thunberg, 1822)
- A. tricolor Mitchell, 1950